# Matai Falls
Die Matai Falls sind ein Wasserfall auf der Südinsel Neuseelands. Er liegt im Lauf des Matai Stream im Gebiet der Ortschaft Caberfeidh am südöstlichen Rand der Catlins in der Region Otago. Seine Fallhöhe beträgt etwa 10 Meter.
Vom Papatowai Highway, der zur Southern Scenic Route gehört, führt ein Wanderweg in etwa 10 Minuten zum Wasserfall.